# Bisbat d'Izcalli
El bisbat d'Izcalli (espanyol: Diócesis de Izcalli, llatí: Diocesis Izcalliensis) és una seu de l'Església Catòlica a Mèxic, sufragània de l'arquebisbat de Tlalnepantla, i que pertany a la regió eclesiàstica Metro-Circundante. L'any 2014 tenia 821.351 batejats sobre una població de 966.836 habitants. Actualment està regida pel bisbe Francisco González Ramos.

## Territori
La diòcesi comprèn els següents municipis de l'estat mexicà de Mèxic: Nicolás Romero, Tepotzotlán i Cuautitlán Izcalli.
La seu episcopal és la ciutat de Cuautitlán Izcalli, on es troba la catedral de Santa Maria de l'Annunciació
El territori s'estén sobre 533  km², i està dividit en 33 parròquies.

## Història
La diòcesi va ser erigida el 9 de juny de 2014 mitjançant la butlla Christi voluntate del Papa Joan Pau II, prenent el territori del bisbat de Cuautitlán.

## Cronologia episcopal
- Francisco González Ramos, des del 9 de juny de 2014

## Estadístiques
A finals del 2013, la diòcesi tenia 821.351 batejats sobre una població de 966.836 persones, equivalent al 84,9% del total.
| any  | població | població | població | sacerdots | sacerdots       | sacerdots       | sacerdots             | diaques | religiosos | religiosos | parròquies |
| ---- | -------- | -------- | -------- | --------- | --------------- | --------------- | --------------------- | ------- | ---------- | ---------- | ---------- |
| any  | batejats | total    | %        | total     | clergat secular | clergat regular | batejats por sacerdot | diaques | homes      | dones      |            |
| 2014 | 821.351  | 966.836  | 84,9     | 64        | 54              | 10              | 12.833                |         | 10         | 75         | 33         |